# Carl's Jr.
Carl's Jr. és una cadena de restaurants de menjar ràpid, situada als Estats Units. També té restaurants a la República Dominicana, Austràlia, Bolívia,el Canadà, Xile, la Xina, Colòmbia, Costa Rica, Dinamarca,l'Equador, les Filipines, Guatemala, Hondures, Indonèsia,l'Índia, el Japó, Mèxic, Malàisia, Nova Zelanda, el Pakistan, Panamà, Rússia, Singapur, Nicaragua, Tailàndia, Turquia, Espanya i Vietnam. Va ser fundada el 1941 per Carl Karcher i és propietari de CKE Restaurants.

## Història
Carl Karcher va començar a treballar al sector alimentari el 1941, amb diversos establiments de hot dogs a Los Angeles. El 1945, Karcher va adquirir un restaurant independent a Anaheim, Califòrnia, anomenat Carl's Drive-In Barbeque. El 1956, Karcher va obrir els dos primers restaurants de Carl's Jr.; anomenat així pel mateix Karcher, ja que els considerava els "fills" del seu primer restaurant. La cadena es va caracteritzar per tenir un bon servei ràpid i pel seu logotip, una estrella feliç de color groc brillant. Hardee's, un altre restaurant de CKE Restaurants també posseeix el mateix logotip.
El 1981, amb 300 restaurants en funcionament, Carl Karcher Enterprises es va convertir en una companyia pública.
Carl's Jr. es va expandir ràpidament, i actualment compta amb més de 1.000 restaurants a tretze estats dels Estats Units, així com a Mèxic, on va obrir les seues primeres sucursals el 1992 a Monterrey i Tijuana, sent el país amb major presència de la cadena fora dels Estats Units, amb 267 sucursals el 2017.
Els productes que s'ofereixen inclouen el Double Western Bacon Cheeseburger i el Six Dollar Burger. El maig del 2005, Carl's Jr. va introduir "The Spicy BBQ Six Dollar Burger".